# 肘井美佳
肘井美佳（1982年10月13日—）出生于日本福冈县，毕业于法政大学，是日本著名的女演员。

## 简介
肘井美佳早年在福岡縣立嘉穗高等學校读书，后来在法政大学毕业。

## 作品

### 电影
| 年份   | 中文名称       | 日文名称           | 角色       | 备注 |
| ------ | -------------- | ------------------ | ---------- | ---- |
| 2004年 | 赤脚鸡         | ニワトリはハダシだ | 樱井直子   |      |
| 2006年 | 樱桃派         | チェリーパイ       | 木下千春   |      |
| 2008年 |                | 僕らの方程式       |            |      |
| 2008年 | 开心直航       | ハッピーフライト   | 中岛诗织   |      |
| 2009年 | 纽约行动       | ハリウッド         | 奈美       |      |
| 2010年 | 穿越时空的少女 | 時をかける少女     | 护士       |      |
| 2010年 | 异形对忍者     | おのぼり物語       | 野岛由美子 |      |

### 电视剧
- 2004年：《幪面超人劍》
- 2004年：《麻辣娇娃》（ドールハウス）
- 2004年：《爱索莱亚》（爱のソレア）
- 2005年：《黄金骑士牙狼》
- 2006年：《黄金骑士牙狼 - 特别版》
- 2007年：《黃金之翼》飾演 行永理生 / 水谷理生
- 2008年：《Code Blue救護直升機醫生》
- 2009年：《爱情游戏》（LOVE GAME）飾演 叶真理絵（第10集客串）
- 2009年：《我们是天使》
- 2010年：《彩虹閃耀夏之戀》飾演 北村真弓（第6集客串）
- 2011年：《名偵探柯南 致工藤新一的挑戰書》，飾演 如月沙织（第5集客串）
- 2011年：《呀～暗黑骑士铠传～》，飾演 カオル/メシア
- 2012年：《三色猫福尔摩斯的推理》，飾演 藤田由香里（第5集、第6集客串）
- 2012年：《TOKYO機場～東京機場管制保安部～》，飾演 田口七美（第5集客串）
- 2014年：《聖女》，飾演 佐藤真紀
- 2014年：《ST 警視廳科學特搜班》，飾演 野村佳代子（第9集客串）
- 2016年：《擁有神之舌的男人》，飾演 豆羽 / 宇野佐和子（第9集、第10集客串）
- 2025年：《法庭之龍》，飾演 宇津木柊子（第6集客串）
- 2025年：《為什麼是我來神說教》，飾演 内藤早知（第6集客串）